# Alex Skotarek
Alex Skotarek (Sindelfingen; 2 de abril de 1949) es un exfutbolista estadounidense nacido en Alemania que jugó de defensa.

## Selección nacional
Su primer partido con Estados Unidos fue el 19 de agosto de 1975, en una derrota por 3-1 ante Costa Rica en la Copa Ciudad de México 1975. Jugó ocho juegos en 1976, cinco de ellos fueron en la clasificación para la Copa Mundial de Argentina 1978.

### Participaciones en clasificatorias
| Clasif.              | Sede   | Resultado | Part. | Goles |
| -------------------- | ------ | --------- | ----- | ----- |
| Clasif. Mundial 1978 | Varias | Eliminado | 5     | 0     |

## Clubes
| Club                    | País           | Año       |
| ----------------------- | -------------- | --------- |
| Michigan State Spartans | Estados Unidos | 1968-1969 |
| MVV Maastricht          | Países Bajos   | 1970-1972 |
| Diepenbeek VV           | Bélgica        | 1973-1975 |
| Chicago Sting           | Estados Unidos | 1975-1977 |
| Tulsa Roughnecks        | Estados Unidos | 1978-1981 |